# Piotr Szafranek
Piotr Szafranek  is een Poolse tafeltennisser die sinds de voorjaarscompetitie van 2008 voor Petstra/DTK'70 speelt in de Nederlandse Eredivisie. Hij stapte over van voormalig Eredivisionist Re/Max Hendrix. Szafranek bereikte in oktober 2001 zijn hoogste positie op de ITTF-wereldranglijst met de 182e plaats.
Szafranek werd in 2005 en 2006 landskampioen met Re/Max Hendrix. Dat kreeg in 2008 de financiën niet meer rond om een topteam te behouden en verdween van het hoogste niveau. Szafranek vond daarop onderdak bij Petstra/DTK'70, waar hij in september 2008 een nieuw eredivisieteam vormde samen met Nathan van der Lee, Peter Verweij en Zhou Chang Long. Eerder speelde de Pool voor onder meer het Duitse TTG RS Hoengen, waarmee hij in 2000 de ETTU Cup won.
Szafranek speelt behalve competitiewedstrijden ook op individuele internationale toernooien van de ITTF Pro Tour.